# Liste der Monuments historiques in Fouras
Die Liste der Monuments historiques in Fouras führt die Monuments historiques in der französischen Gemeinde Fouras auf.

## Liste der Bauwerke
| Bezeichnung        | Beschreibung                  | Standort                        | Kennzeichnung | Schutzstatus | Datum | Bild           |
| ------------------ | ----------------------------- | ------------------------------- | ------------- | ------------ | ----- | -------------- |
| Fort de Fouras     | Erbaut im 15. Jahrhundert     | (Lage)                          | PA00104693    | Classé       | 1987  | weitere Bilder |
| Fort de l'Aiguille | Erbaut 1673                   | Boulevard de la Fumée (Lage)    | PA17000040    | Inscrit      | 2001  | weitere Bilder |
| Fort Énet          | Erbaut 1811                   | (Lage)                          | PA00132807    | Inscrit      | 1994  | weitere Bilder |
| Fort Lapointe      | Erbaut ab dem 17. Jahrhundert | (Lage)                          | PA17000041    | Inscrit      | 2002  | weitere Bilder |
| Villa La Jetée     | Erbaut 1903                   | 3, boulevard de la Jetée (Lage) | PA17000075    | Inscrit      | 2007  | weitere Bilder |

## Liste der Objekte

### Kirche St-Gaudence
| Bezeichnung                                                  | Beschreibung                    | Standort | Kennzeichnung | Schutzstatus | Datum | Bild |
| ------------------------------------------------------------ | ------------------------------- | -------- | ------------- | ------------ | ----- | ---- |
| Gemälde Kreuzigung                                           | 19. Jahrhundert                 |          | PM17001416    | Inscrit      | 1984  |      |
| Glocke                                                       | Bronze, 1738                    |          | PM17000137    | Classé       | 1942  |      |
| Votivgabe: Modell eines Segelschiffs                         | Holz, 19. Jahrhundert           |          | PM17000138    | Classé       | 1983  |      |
| Gemälde Heilige Therese von Avila                            | 19. Jahrhundert                 |          | PM17001415    | Inscrit      | 1984  |      |
| Votivgabe: Modell eines Segelschiffs                         | Holz, 19. Jahrhundert           |          | PM17000139    | Classé       | 1983  |      |
| Gemälde Taufe Jesu                                           | 18. Jahrhundert                 |          | PM17000633    | Classé       | 1994  |      |
| Votivgabe: Modell eines Segelschiffs (Nr. 1)                 | Holz, 19. Jahrhundert           |          | PM17001408    | Inscrit      | 1984  |      |
| Votivgabe: Modell eines Segelschiffs (Nr. 2); gestohlen 1987 | Holz, Ende des 19. Jahrhunderts |          | PM17001409    | Inscrit      | 1984  |      |

### Hôtel de ville
| Bezeichnung                                                      | Beschreibung                                  | Standort | Kennzeichnung | Schutzstatus | Datum | Bild |
| ---------------------------------------------------------------- | --------------------------------------------- | -------- | ------------- | ------------ | ----- | ---- |
| Ölgemälde mit Rahmen: Affaire des brûlots en rade de l'île d'Aix | 1902, von Charles Fouqueray (1869–1956)       |          | PM17002014    | Inscrit      | 2004  |      |
| Ölgemälde mit Rahmen: Bateau de travail à quai à Rochefort       | 1902, von Charles Fouqueray                   |          | PM17002012    | Inscrit      | 2004  |      |
| Ölgemälde mit Rahmen: Socrate venant de boire la ciguë           | 1887, von Charles Lenoir                      |          | PM17002015    | Inscrit      | 2004  |      |
| Ölgemälde mit Rahmen: Paysage avec falaise et carrelet           | 1902, von Charles Fouqueray                   |          | PM17002013    | Inscrit      | 2004  |      |
| Ölgemälde mit Rahmen: Jeune femme endormie                       | Ende des 19. Jahrhunderts, von Charles Lenoir |          | PM17002016    | Inscrit      | 2004  |      |